# .30-30 Winchester
El .30-30 Winchester, también conocido como .30 Winchester Center Fire, fue inicialmente comercializado en 1895 como opción para la carabina palanquera Winchester Modelo 1894.  Aunque balísticamente superado por muchos nuevos cartuchos, el .30-30 Winchester sigue siendo uno de los más populares hasta hoy.

## Designación
El .30 Winchester Smokeless apareció por primera vez en el catálogo número 55 de  Winchester en 1895. Cuando fue recamarado en el Winchester Modelo 1894 se nombró también como el.30 Winchester Center Fire o .30 WCF. 
Cuando Marlin lo empezó a recamarar para su Modelo 1893, usaron la designación .30-30 o .30-30 Smokeless. Unión Metallic Cartridge Co., que empezó a producir la munición, también obvió el nombre "Winchester" por rivalizar con la compañía.

## Uso deportivo
En Canadá y los EE.UU, el .30-30 Win ha sido utilizado para cazar todo tipo de cérvidos. Tanto en Canadá como en los EE. UU. ha sido extensivamente usado para la caza de los cérvidos más grandes, incluyendo alces.
El .30-30 Winchester es básicamente un cartucho adecuado para la caza de cérvidos como el venado de cola blanca y el ciervo mulo. Su máxima trayectoria plana permite concretar tiros hasta los 180 metros aproximadamente sin tener que calcular la caída de la bala. Si bien esta trayectoria puede ser modesta comparada con las de cartuchos más modernos, es adecuada para la caza en zonas de monte, donde los tiros a distancias cortas son la constante. Combinado con una carabina palanquera, resulta una excelente opción para la caza mayor en zonas tupidas, donde las trayectorias planas y altos coeficientes balísticos pasan a segundo plano.

## Armas recamaradas en .30-30 Win

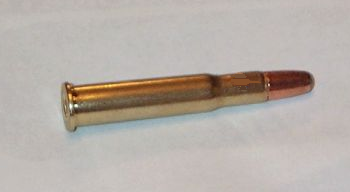
Munición .30-30 Winchester

El .30-30 Win es de lejos el cartucho más común usado en carabinas de palanca, como el Winchester Modelo 1894 y el Marlin Modelo 336. Savage también recamaró su Savage Modelo 99 para este cartucho. 

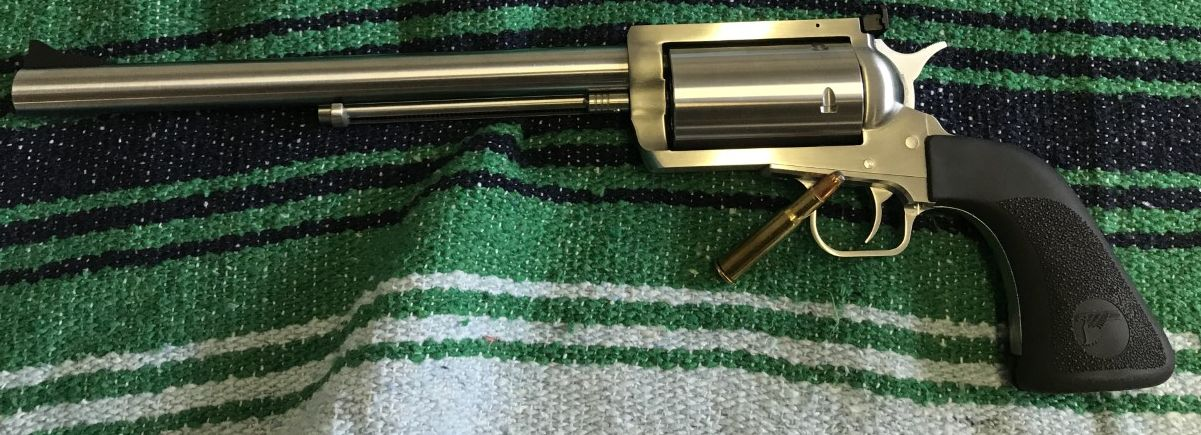
Un Magnum Búsqueda BFR en .30-30 Win.